# Internet en Colombia

Penetración de Internet (% población). El color rojo indica que no hay estadísticas disponibles.

El acceso a Internet en Colombia muestra un marcado aumento en los últimos años. En septiembre de 2009, las conexiones web superaban los dos millones, en comparación con un total estimado de 900.000 abonados a Internet a finales de 2005. 

## Estadísticas
La cifra actual equivale a 17 millones de usuarios de Internet, más 3,8 millones de usuarios de Internet móvil, es decir, el 38,5 por ciento de la población de 2009, frente a 4.739.000 usuarios de Internet en 2005, es decir, el 11,5 por ciento de la población de 2005 (10,9 por cada 100 habitantes). Colombia tenía 581.877 hosts de Internet en 2006. Esto representa un crecimiento global del 54 por ciento anual, el más alto de América Latina. Aunque hasta el 70 por ciento de los colombianos accedieron a Internet a través de sus líneas telefónicas ordinarias, el acceso telefónico está perdiendo terreno frente a la banda ancha. En 2005, Colombia contaba con 345.000 líneas de banda ancha, es decir, una por cada 100 habitantes. En 2006, el número de computadoras personales por cada 1.000 habitantes aumentó a un estimado de 87 por cada 1.000 habitantes, una tasa aún inferior a la de otras grandes economías latinoamericanas. A partir de 2009, Colombia duplicó el número de computadoras personales alcanzando el 26,3 por ciento, en comparación con el resto de América Latina, que mostró una tendencia decreciente (siendo Argentina y México el único otro país con crecimiento positivo, con un incremento del 2,3 por ciento).
El código de país de Internet es .co.

## Historia
La primera aproximación a Internet realizada por Colombia fue en 1988 con la creación de RDUA, una red local, por la Universidad de los Andes, Colombia, luego en 1994 la misma universidad es confiada por un grupo de otras universidades colombianas y algunas agencias gubernamentales para convertirse en el primer proveedor de servicios de Internet en el país, el 4 de junio de 1994, se recibió la primera señal proveniente de Homestead, FL, la cual fue enviada a través del servicio satelital "IMPSAT" a un cerro en Bogotá (Cerro de Suba), luego redirigida al edificio más alto de Bogotá (Torre Colpatria) y finalmente al campus universitario.

## Acceso a Internet de banda ancha
Entre 1995 y el año 2000 varios operadores ISP prestaron el servicio de internet por línea telefónica, lo cual normalmente era a 33 kilobit por segundo. Para diciembre del año 2000 había en Colombia solamente 385.000 clientes de este servicio, en su mayoría usuarios residenciales.
El acceso a Internet de banda ancha empezó a estar disponible en Colombia desde 1997 pero solo estaba disponible en Bogotá y Bucaramanga. El servicio se cobraba originalmente en dólares estadounidenses, lo que seguía siendo caro. Los pioneros en acceso de banda ancha en Colombia fueron la Universidad de los Andes y el operador de cable TV Cable S.A., ambos con sede en Bogotá, Colombia.
De 1997 a 2001, sólo las ciudades de Bogotá y Bucaramanga tenían acceso a Internet por cable de banda ancha, aunque durante ese tiempo, el servicio seguía siendo caro y sólo estaba disponible en los barrios más ricos.
En el año 2001, apareció el acceso a Internet ADSL en Colombia. La aparición del acceso a Internet ADSL significó una guerra comercial entre las empresas de Telecomunicaciones y los operadores de cable (principalmente en Bogotá y Bucaramanga). Por alguna extraña razón, Bogotá, la ciudad más grande por tamaño en Colombia, y Bucaramanga, la sexta ciudad por tamaño, han sido las únicas ciudades donde los operadores de cable y ADSL están disponibles en toda la ciudad al mismo tiempo. Hoy en día las batallas más feroces para atraer usuarios de banda ancha están en Bogotá y Bucaramanga.
Medellín, Cali, Barranquilla y Cartagena las ciudades segunda, tercera, cuarta y quinta por población en Colombia cuentan con un solo operador de ADSL que llega a toda la ciudad. Esto significa que el operador de ADSL y los operadores de cable no están compitiendo directamente en esas ciudades, por lo que las tarifas son más altas que en Bogotá o Bucaramanga
Para todas las ciudades con menos de un millón de habitantes, el acceso de banda ancha ADSL está disponible a través de Colombia-Telecom (50% propiedad del Gobierno colombiano y 50% de Telefónica de España). Porque en estas ciudades y pueblos el único proveedor de banda ancha es Colombia-Telecom el servicio sigue siendo caro.
Nota: A finales de 2007, Telefónica Colombia ha expandido sus operaciones de DSL a todas las capitales y grandes ciudades y a todas las ciudades con una oficina principal y un satélite principal.
En Colombia existen tres proveedores nacionales de banda ancha ADSL y WiMax. Ocupan posiciones de monopolio en todas las ciudades, con la notable excepción de Bogotá.
Con respecto a los Proveedores de Cable de Banda Ancha, cada uno de ellos está disponible sólo en su ciudad natal, y constituye un monopolio en su ciudad respectiva.

### ISP nacionales
1. Telecom/Telefónica
  - Monopolio proveedor de ADSL en todas las ciudades y pueblos entre 100.000 y 1.000.000 de habitantes.
  - También tiene una participación menor en el Acceso ADSL en Bogotá, Medellín, Cali y Barranquilla.
  - Cuenta con acceso monopólico ADSL y WIMAX en Bucaramanga.
2. Empresa de Telecomunicaciones de Bogotá "ETB" (90% propiedad de la ciudad de Bogotá y 10% propiedad de inversionistas privados). 
  - Cerca de un proveedor monopólico de ADSL en Bogotá
  - Cerca de Monopolio proveedor de WIMAX Armenia, Medellín, Barranquilla, Palmira, Cartagena, Villavicencio, Neiva, Pereira, Ibagué, Manizales, Montería, Bucaramanga, Tunja, Santa Marta, Valledupar, Popayán, Cúcuta, Cartago.
  - Pequeña participación de WIMAX en Cali
3. Empresas Públicas de Medellín "EPM" (100% propiedad de la ciudad de Medellín) 
  - Cerca del proveedor monopólico de ADSL y WIMAX en Medellín
  - Pequeña participación ADSL en Bogotá
  - Cerca del monopolio de WIMAX en Cali
4. Coldecon
  - Pequeña participación de ADSL en Colombia
  - Cerca del monopolio de wifi en Cali
  - Cerca del monopolio de la wifi en Barranquilla
5. Telmex Colombia S.A.
  - En julio pasó a Claro con una asociación con Comcel Colombia S.A.
  - Cerca del monopolio ASDL y WIMAX comparten 1MB, 5MB, 10MB, 20MB en casi todas las ciudades de Colombia.
  - Monopolio de fibra de 50MB en Bogotá, Chía, Cajicá, Sopó, Soacha, Cali, Tuluá, Buga, Palmira, Medellín, Itagüí, Bello, Envigado, Barranquilla, Soledad, Cartagena, Cúcuta y Pereira.

### ISP regionales
1. TV Cable SA
  - Tiene una participación mayoritaria en el acceso de banda ancha por cable en Bogotá. Esta empresa se enfoca en los barrios más ricos de Bogotá, y ha encontrado su nicho de mercado en las partes ricas de Bogotá, principalmente en la parte norte. Aunque es un actor local, es el proveedor de banda ancha tecnológicamente más avanzado de Colombia[cita requerida].
  - Fue comprada por Telmex Colombia S.A. cuando inició sus operaciones en Colombia.
2. CableCentro
  - Tiene una participación menor en el acceso de banda ancha de CABLE en la mayoría de las ciudades por encima de 100 000 en Colombia.
  - Fue comprada por Telmex Colombia S.A. cuando inició sus operaciones en Colombia.
3. Cable Union de Occidente
  - Tiene una participación casi monopolística en el Acceso de Banda Ancha de CABLE en Cali.
4. TV Cable Promision SA (sin relación alguna con TV Cable SA) 
  - Tiene una participación casi monopolística en el Acceso de Banda Ancha de CABLE en Bucaramanga.
5. Dinanet
  - Tiene participación monopólica en el Acceso de Banda Ancha de CABLE en Barranquilla.
6. Telecom Occidente
  - El mayor proveedor de telefonía fija inalámbrica dual de Colombia. Enfocado regionalmente en Cundinamarca.·
7. Súper Redes
  - De los mayores proveedores de banda ancha en el eje cafetero.

## Censura
No había restricciones gubernamentales sobre el acceso a Internet hasta el año 2017, ni informes creíbles de que el gobierno supervisa el correo electrónico o las salas de chat de Internet. Las personas y los grupos expresan sus opiniones a través de Internet, incluido el correo electrónico. Sin embargo, los periodistas en Colombia han sido durante mucho tiempo objeto de una serie de intentos de obstruir o limitar la libertad de expresión, desde amenazas del gobierno hasta la denegación de licencias de publicación, pasando por la intimidación directa y la violencia física. Los periodistas en Colombia son amenazados, agredidos físicamente o asesinados. Para los periodistas que trabajan en América Latina, las amenazas de muerte son comunes. Debido a las amenazas de los cárteles locales de la droga u otras pandillas e individuos, muchos periodistas practican la autocensura, incluyendo a muchos en Colombia que evitan informar sobre la corrupción, el tráfico de drogas o la violencia por parte de grupos armados debido a tales amenazas.
Colombia fue clasificada como comprometida en el filtrado selectivo de Internet en el área social con poca o ninguna evidencia de filtrado en las áreas de política, conflicto/seguridad, o herramientas de Internet por la OpenNet Initiative en 2011.
La ley colombiana requiere que los ISPs monitoreen su contenido y reporten cualquier actividad ilegal al gobierno. La campaña colombiana "Internet Sano" hace un llamamiento a la educación pública sobre formas "decentes" de usar Internet, así como a la imposición de sanciones por su uso indebido. Algunos sitios web están bloqueados como parte del programa de Internet Sano, incluyendo varios sitios web de entretenimiento para adultos que no contienen pornografía infantil ilegal. La pornografía infantil es ilegal en Colombia.
Las pruebas de la ONI en dos ISPs colombianos revelaron evidencia de un sitio web bloqueado; el gobierno también ha tomado medidas dirigidas a reducir la exposición de los niños a la pornografía en línea. El gobierno ha aprobado leyes que abordan la privacidad en línea, la vigilancia electrónica y el delito cibernético, aunque, según se informa, el servicio de inteligencia nacional de Colombia ha participado en la vigilancia extrajudicial. Una ley pendiente que rige el derecho de autor digital, que fue propuesta como medida de cumplimiento del tratado de libre comercio de Colombia con Estados Unidos, está siendo impugnada actualmente ante la Corte Suprema por defensores que afirman que la ley viola la constitución del país al limitar el derecho de los ciudadanos a acceder a la información.
En diciembre de 2009, un internauta fue enviado a prisión por amenazar a los hijos del presidente Álvaro Uribe.

### Apuestas en línea
A partir del 30 de junio fueron bloqueadas 325 páginas de juegos en línea por operar de manera ilegal en el país, según informó el presidente de Coljuegos, Juan B. Pérez Hidalgo. 
"El listado de las páginas de juegos en línea, que operan sin autorización de Coljuegos en Colombia, ya fue reconocido por la Policía Nacional en un espacio donde se publican los sitios web que son ilegales, un proceso similar al que sucede con las páginas de pornografía infantil", agregó el funcionario. 
Los operadores de internet en Colombia son quienes se encargan de ejecutar el proceso de bloqueo y TigoUne es el primer operador en bloquear dichos sitios web.
Como lo reveló EL TIEMPO en marzo de este año, entre las plataformas que serán bloqueadas se encuentran Poker Stars, Bet365, 21nova, 888sport, Premierpoker, Es.partypoker, Bet24siete, Foxfoxbet, 32rd, Casinoencolombia, Betapuesta, Sportwin, Ganesiempre, Casino.bet365, entre otras.
Para septiembre del año 2017 ya había sido bloqueadas 1.805 páginas web que operaban apuestas sin autorización del regulador.
Gracias al apoyo del Ministerio de las Tecnologías de la Información y las Comunicaciones (MinTIC), el Centro Cibernético Policial y los prestadores de servicio de Internet, se logró el bloqueo de todas las páginas web identificadas. El presidente de Coljuegos, Juan B. Pérez Hidalgo, señaló que este importante logro forma parte de la estrategia de legalidad del sector de juegos de suerte y azar, denominada “Jugar legal es apostarle a la salud”, la cual busca que los colombianos apuesten solo en sitios autorizados. “Este trabajo de control a la ilegalidad ha contribuido al éxito de los 14 operadores de apuestas por Internet autorizados, hasta la fecha, por Coljuegos, lo que significa más recursos para la salud de los colombianos”, afirmó el funcionario.
Colombia es el primer país en América en reglamentar esta modalidad de juego en línea. Hasta la fecha son 14 las páginas web que ofrecen apuestas por internet de manera legal: wplay.co, betplay.com.co, colbet.co, zamba.co, codere.com.co, mijugada.co, masgol.co, luckia.co, sportium.com.co, rushbet.co, aquijuego.co, apuestalo.co y ahora se suman betalfa.co y rivalo.co. “De acuerdo con las últimas estadísticas, con corte a julio de 2018, hay 977 mil cuentas registradas en los diferentes operadores online autorizados. La operación de los juegos online, a julio de 2018, reportó ingresos por concepto de derechos de explotación del orden de $16 mil 593 millones y, durante el primer año de operación de este tipo de juego, se recaudaron $21 mil 955 millones”, dijo el presidente de Coljuegos.

## Sanción a empresas de telecomunicaciones por engañar a los clientes
Las empresas Claro, Movistar, Etb y Tigo-Une fueron sancionadas por la Superintendencia de Industria y Comercio, por mentir a los usuarios y engañarlos, al brindarles una velocidad de conexión de internet muy inferior a la que supuestamente deben prestar como "banda ancha".